# Antelope Center
Antelope Center es un área no incorporada ubicada en el condado de Los Ángeles en el estado estadounidense de California.

## Geografía
Antelope Center se encuentra ubicada en las coordenadas 34°34′48″N 117°58′9″O / 34.58000, -117.96917.